# Теллураты
Теллураты — класс химических соединений; соли теллуровой кислоты.

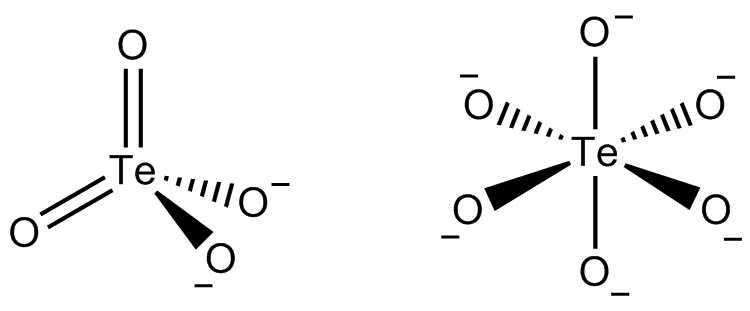
структура метателлурата и ортотеллурата

Имеют высшую степень окисления теллура (+6); в метателлуратах и ортотеллуратах степень окисления может быть меньше.
На металл могут замещаться все атомы водорода, поэтому известны производные, как частично (Na2H4TeO6), так и полностью замещённые (Na6TeO6).

## Примеры
- ортотеллурат натрия Na6TeO6
- Теллурат калия
- Теллурат ртути(II) Hg3TeO6